# جون جاي أوكونور
جون جاي أوكونور (بالإنجليزية: John Jay O'Connor)‏ هو محامي أمريكي، ولد في 10 يناير 1930 في سان فرانسيسكو في الولايات المتحدة، وتوفي في 11 نوفمبر 2009 في فينيكس في الولايات المتحدة بسبب مرض آلزهايمر.